# Cerdeira e Moura da Serra
Cerdeira e Moura da Serra (oficialmente: União das Freguesias de Cerdeira e Moura da Serra) é uma freguesia portuguesa do município de Arganil, com 18,42 km² de área e 372 habitantes (censo de 2021). A sua densidade populacional é 20,2 hab./km².

## História
Foi constituída em 2013, no âmbito de uma reforma administrativa nacional, pela agregação das antigas freguesias de Cerdeira e Moura da Serra e tem sede em Cerdeira.
É uma das poucas freguesias portuguesas territorialmente descontínuas, em virtude de a nova freguesia resultar da união dos territórios de duas antigas freguesias não contíguas (embora separadas apenas por uns escassos 7 metros).

## Demografia
A população registada nos censos foi:
| Distribuição da População por Grupos Etários | Distribuição da População por Grupos Etários | Distribuição da População por Grupos Etários | Distribuição da População por Grupos Etários | Distribuição da População por Grupos Etários | Distribuição da População por Grupos Etários |
| -------------------------------------------- | -------------------------------------------- | -------------------------------------------- | -------------------------------------------- | -------------------------------------------- | -------------------------------------------- |
| Antes da agregação                           |                                              |                                              |                                              |                                              |                                              |
| Ano                                          | 0-14 anos                                    | 15-24 anos                                   | 25-64 anos                                   | >= 65 anos                                   | Total                                        |
| 2001                                         | 50                                           | 52                                           | 230                                          | 166                                          | 498                                          |
| 2011                                         | 35                                           | 24                                           | 199                                          | 181                                          | 439                                          |
| Após a agregação                             |                                              |                                              |                                              |                                              |                                              |
| Ano                                          | 0-14 anos                                    | 15-24 anos                                   | 25-64 anos                                   | >= 65 anos                                   | Total                                        |
| 2021                                         | 21                                           | 24                                           | 149                                          | 178                                          | 372                                          |

## Cultura

Antigas freguesias que deram origem à União das Freguesias de Cerdeira e Moura da Serra (Arganil).

### Música
O Grupo Folclórico e Recreativo da Cerdeira “Os Malmequeres”  foi constituido oficialmente em 1948 por um grupo de amigos que se reunia para se apresentarem no desfile carnavalesco. A partir de 1992 o grupo folclórico realizou uma pesquisa dos trajes típicos da região e elaborou um novo reportório.

#### Festivais e exposições
- CerdeiraConviva é uma mostra de Artesanto, Gastronomia, Comércio e Indústria, ao mesmo tempo que é também o grande ponto de encontro , de convívio e de animação entre cerdeirenses e amigos. [7] Em 2019 realizou-se a 10.a Edição.
- Festival de folclore organizado pelo Rancho Os Malmequeres em Agosto.
- Caminhada anual pela freguesia da União de freguesias da Cerdeira e Moura da Serra. [8]
- Festa Nossa Senhora da Boa Viagem em Agosto

## Alojamento

### Quinta da Palmeira - Country House Retreat & Spa
Quinta da Palmeira. É uma casa de campo situada no centro da aldeia com bastante charme. Constituida por várias suites, quartos, piscina, SPA (jacuzzi, sauna, banho turco e uma lareira) e bar.
Este alojamento foi criado através da renovação de uma casa já existênte na aldeia. 
Página oficial

### Alojamento “12 Meses”
Alojamento com vistas fabulosas para a Serra do Açor e aldeia da Portela da Cerdeira. O empreendimento apresenta instalações modernas com um design de aproximação com a natureza envolvente. 
Página oficial

### Alojamento “Casa Da Fonte De Santo António”
Localizada à beira da estrada N344, a Casa Da Fonte De Santo António é constituida por vários quartos e estacionamento. O Autor do projecto de reconstrução e adaptação foi o Arquitecto Carlos Manuel da Costa Chaves, de Viseu.
Página oficial

### Quinta da Eira
Alojamento local